# تشارلز جرينواي، البارون الأول جرينواي

اللورد جرينواي عام 1927

تشارلز جرينواي، البارون الأول جرينواي (13 يونيو 1857 – 17 ديسمبر 1934)، المعروف باسم السير تشارلز جرينواي، البارون الأول، من عام 1919 إلى عام 1927، رجل أعمال بريطاني.
جرينواي هو ابن جون ديفيد جرينواي المولود في تونتون في سومرست. وقد كان شريكًا رئيسيًا في شركة شو والاس وشركاه في الهند وسيلان وشركة آر جي شو وشركاه في لندن.
أصبح مرتبطًا بشركة نفط بورما، وانضم لاحقًا إلى ويليام نوكس دارسي، من شركة ماونت مورغان للتعدين، في تطوير امتيازات النفط التي فازوا بها من الحكومة الفارسية. معًا، وبرأس مال من الحكومة البريطانية، أسسوا شركة النفط الأنجلو-فارسية، والتي جعلت الإمبراطورية البريطانية مستقلة إلى حد كبير عن القوى الأخرى في توريد البترول، والتي أصبحت ذات أهمية إستراتيجية حيوية. قاوم ضغوط ما بعد الحرب لخصخصة الشركة، لصالح الخزانة.
تم اعطاء جرينواي بارونية وينهاستون في مقاطعة سوفولك، في عام 1919، وفي عام 1927 تقاعد كرئيس لشركة النفط الأنجلو-فارسية، واعترافاً بخدمته للأمة، تم ترقيته إلى رتبة النبلاء فأصبح البارون جرينواي، من ستانبريدج إيرلز في مقاطعة ساوثهامبتون.

## العائلة
تزوج اللورد جرينواي من مابل، ابنة إدوين أوغسطين تاور، وذلك في عام 1883. توفي في ديسمبر 1934 عن عمر يناهز 77 عامًا، وخلفه ابنه تشارلز في ألقابه. توفيت السيدة جرينواي عام 1940.
شقيقه هو توماس جون جرينواي، عالم التعدين البارز في أستراليا.